# Вітт (Іллінойс)
Вітт (англ. Witt) — місто (англ. city) в США, в окрузі Монтгомері штату Іллінойс. Населення — 785 осіб (2020).

## Географія
Вітт розташований за координатами 39°15′16″ пн. ш. 89°20′57″ зх. д. / 39.25444° пн. ш. 89.34917° зх. д. (39.254518, -89.349189).  За даними Бюро перепису населення США в 2010 році місто мало площу 3,63 км², уся площа — суходіл.

## Демографія
Згідно з переписом 2010 року, у місті мешкали 903 особи в 411 домогосподарстві у складі 236 родин. Густота населення становила 249 осіб/км².  Було 471 помешкання (130/км²).
Расовий склад населення:
| - 98,2 % — білих - 0,7 % — чорних або афроамериканців - 0,1 % — корінних американців - 0,1 % — азіатів |

До двох чи більше рас належало 0,3 %. Частка іспаномовних становила 1,2 % від усіх жителів.
За віковим діапазоном населення розподілялося таким чином: 22,9 % — особи молодші 18 років, 59,4 % — особи у віці 18—64 років, 17,7 % — особи у віці 65 років та старші. Медіана віку мешканця становила 42,4 року. На 100 осіб жіночої статі у місті припадало 100,7 чоловіків;  на 100 жінок у віці від 18 років та старших — 97,2 чоловіків також старших 18 років.
Середній дохід на одне домашнє господарство  становив 53 026 доларів США (медіана — 43 472), а середній дохід на одну сім'ю — 62 309 доларів (медіана — 54 688). За межею бідності перебувало 18,7 % осіб, у тому числі 17,6 % дітей у віці до 18 років та 20,0 % осіб у віці 65 років та старших.
Цивільне працевлаштоване населення становило 280 осіб. Основні галузі зайнятості: освіта, охорона здоров'я та соціальна допомога — 33,6 %, транспорт — 15,4 %, роздрібна торгівля — 11,1 %, будівництво — 8,2 %.